# God Eater (serie)
God Eater (ゴッドイーター?, Goddo Ītā, in italiano "Divoratore di Dei") è una serie di videogiochi di genere action RPG pubblicata da Bandai Namco nel 2010 e nel 2011 esce per la prima volta in occidente sotto nome di Gods Eater Burst pubblicata da D3 Publisher ed è sbarcato per la prima volta sulle console casalinghe con God Eater 2 Rage Burst e sono stati creati vari Manga e una serie animata di ben 13 episodi in 2.5D dalla Ufotable.

## Capitoli
Serie Principale:
- God Eater (2010)
  - God Eater Burst
  - God Eater Resurrection (2015)
- God Eater 2 (2013)
  - God Eater 2 Rage Burst
- God Eater 3 (2018)

Edizioni per dispositivi mobile:
- God Eater Mobile (2010)
- God Eater Online (2017)
- God Eater: Resonant Ops (2018)

## Altri Media

### Anime
Al Tokyo Game Show del 2014 viene annunciata una serie animata tratto dal videogioco per il suo quinto anniversario e sarà creata da Ufotable l'anime seguirà la storia di God Eater ma avrà qualche cambiamento come il nuovo protagonista che sarà Lenka Utsugi e non Yuu Kannagi (protagonista canonico di God Eater, God Eater 2, di vari manga e light novel). La sigla è Feed A ed è cantata dagli Oldcodex.
- God Eater Prologue (2015)
- God Eater 13 episodi, da 24 minuti (2015)

### Fumetti
- God Eater: The Spiral Fate
- God Eater: Return of the Messiah
- God Eater: The Summer Wars
- God Eater: -the 2nd break-
- God Eater 2
- God Eater 2: Undercover
- God Eater 2: Anagura Recipe

Le seguenti opere vengono definite Light novel:
- God Eater: Days of Ruins
- God Eater: Those Who Break Taboo
- God Eater: Alisa in Underworld
- God Eater: Knockin' on Heaven's Door
- God Eater 2: Moonlight Mile